# Olaf Scholz
Olaf Scholz   (Osnabrück, 14 de juny de 1958) és un polític alemany del SPD, que exerceix com a canceller d'Alemanya des de 2021. Anteriorment, va ser vicecanceller d'Angela Merkel i ministre de Finances de 2018 a 2021.
També va ser primer alcalde d'Hamburg de 2011 a 2018, i president interí de l'SPD del 13 de febrer al 22 d'abril de 2018.
Membre del Bundestag del 1998 al 2001 i de nou del 2002 al 2011, Scholz va ser ministre de l'Interior del land d'Hamburg sota el primer alcalde Ortwin Runde des del maig a octubre de 2001 i secretari general del seu partit a l'època del canceller Gerhard Schröder, del 2002 al 2004. Va ser ministre federal de Treball i Afers Socials a la primera gran coalició de Merkel del 2007 al 2009, i líder de l'SPD a Hamburg del 2000 al 2004 i de nou del 2009 al 2018.
Juntament amb l'exdiputada de l'estat de Brandenburg, Klara Geywitz, va rebre la majoria de vots a la primera volta de les eleccions del 2019 per escollir la nova direcció dual del seu partit, però finalment va perdre amb un 45% en la segona volta davant dels guanyadors Norbert Walter-Borjans i Saskia Esken.
El 10 d'agost de 2020, l'executiva de l'SPD el va nomenar candidat a canceller per a les eleccions federals del 2021 a Alemanya.
Scholz va estudiar dret a la Universitat d'Hamburg i va convertir-se en advocat especialitzat en dret laboral.

## Biografia

### Orígens i formació
Olaf Scholz va néixer a l'estat de Baixa Saxònia, però la seva família es va traslladar a Hamburg, al districte d'Altona, durant la seva infantesa. Els seus pares són liberals d'esquerra.
Va estudiar al districte de Rahlstedt, on va aprovar l'Abitur. Després va completar la seva funció pública, després va estudiar dret a la Universitat d'Hamburg.

### Vida personal
Olaf Scholz està casat amb Britta Ernst (nascuda el 1961) i no tenen fills. Ernst també és política de l'SPD. El matrimoni vivia al Districte d'Altona d'Hamburg abans de traslladar-se a Potsdam el 2018.

## Carrera política

### Inicis i ascens
Olaf Scholz es va unir al Partit Socialdemòcrata d'Alemanya (SPD) el 1975. Segons L'Express, en la seva joventut, va estar a l'extrema esquerra de l'espectre polític. Defensa la superació de l'economia capitalista i s'oposa al pragmatisme aleshores reivindicat per Helmut Schmidt, canceller de l'SPD .
El 1982 va ser nomenat vicepresident federal de la Comunitat de Treball de Joves Socialistes dins l'SPD (Jusos). L'Express el descriu com aleshores molt més a prop dels comunistes de la RDA que dels líders d'Alemanya Occidental. Denuncia la instal·lació de míssils nuclears nord-americans de mig abast a sòl de la RFA i demana al govern alemany que abandoni l'OTAN. Tres anys més tard es va constituir com a advocat especialitzat en dret laboral i va fundar el despatx d'advocats Zimmermann, Scholz i associats.

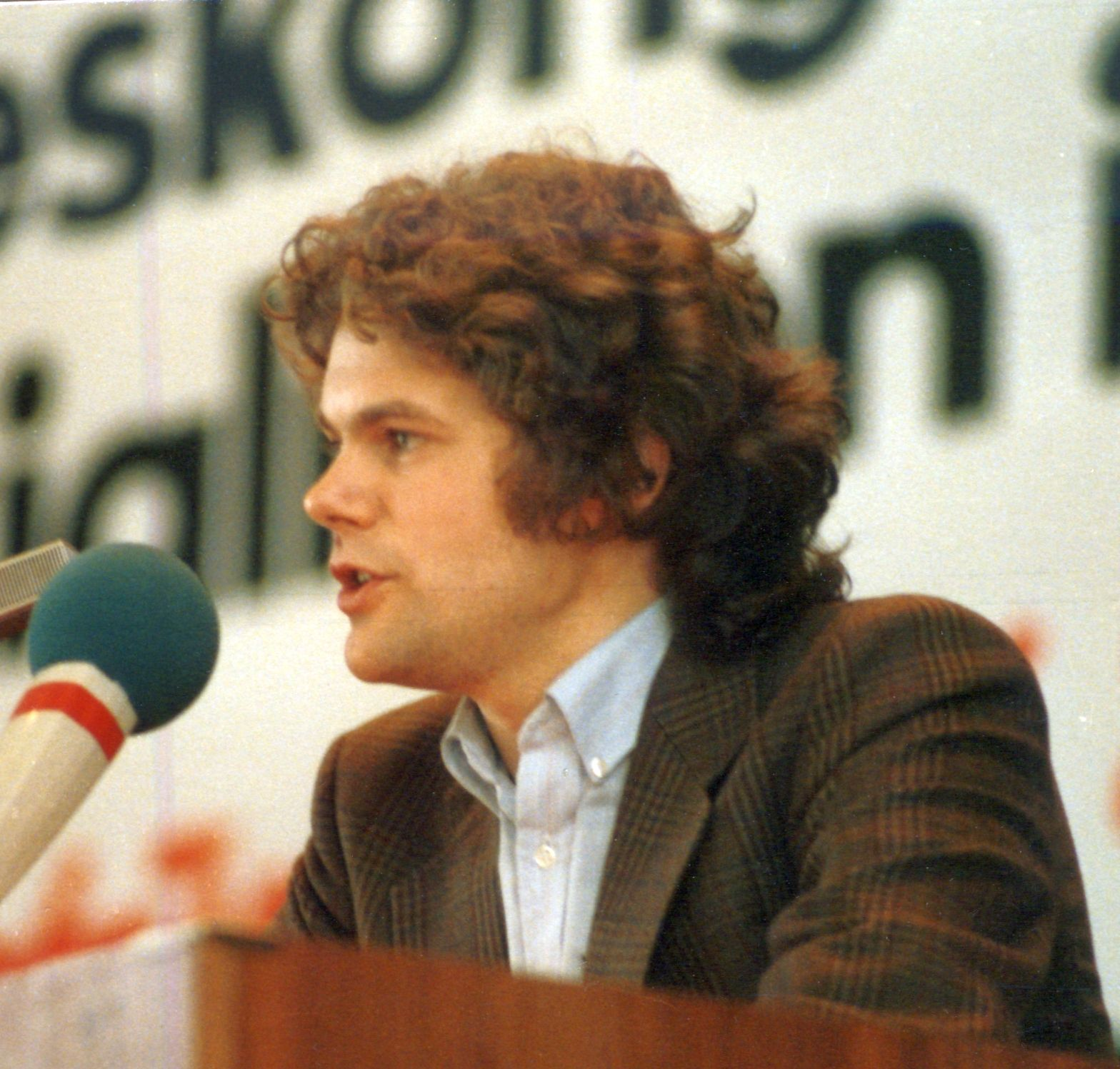
Olaf Scholz el 1984.

Va ser vicepresident de la Unió Internacional de Joventuts Socialistes (IUSY) l'any 1987, abandonant les seves funcions a Jusos l'any següent. Va deixar la direcció de IUSY l'any 1989, per ocupar-se el 1990 com a responsable de l'Associació Central de Cooperatives de Consum (ZDK).

### Diputat federal i senador d'Hamburg
L'any 1994 va ser nomenat president de la secció de l'SPD del districte d'Altona, després va ser nomenat candidat quatre anys més tard el 13 circumscripció federal, que cobreix aquest mateix districte, per a les eleccions del 27 setembre 1998. Va guanyar 64.928 vots, o el 48,1% dels vots emesos i, per tant, va ser elegit com a diputat federal al Bundestag, a l'edat de 40 anys.
L'any 2000 va renunciar al seu càrrec de president de la secció d'Altona i va rellevar a Jörg Kuhbier com a president de l'SPD d'Hamburg.
El 30 de maig de 2001, després de la dimissió de Hartmuth Wrocklage, va ser nomenat senador de l'Interior d'Hamburg pel primer alcalde socialdemòcrata Ortwin Runde. No es va presentar a les eleccions regionals del 23 setembre següent, que van marcar la derrota de l'SPD.
No obstant això, és candidat a les eleccions federals del 22 setembre 2002, al 20 circumscripció, que correspon a Altona. Va obtenir un resultat de 67.167 vots, o el 49,4% dels vots emesos, sent així reelegit al Bundestag.

### Secretari general del Partit Socialdemòcrata
Amb motiu del congrés federal extraordinari de l'SPD, convocat a Berlín el 20 d'octubre de 2002, va ser elegit secretari general del partit, a proposta i sota l'autoritat del Canceller d'Alemanya Gerhard Schröder, amb el 91,3% de vots delegats.
A prop de la tendència conservadora del seu partit, defensa l'Agenda 2010, un conjunt de reformes adoptades pel govern amb l'objectiu de liberalitzar el mercat de treball i les assegurances socials. Aquestes reformes van ser, però, molt controvertides dins de l'SPD, provocant la seva davallada electoral i una caiguda del nombre de membres.
Va ser reelegit en aquest càrrec durant el 31 congrés federal, reunit a Bochum el 2003, amb un percentatge molt més baix del 52,6%. Quan Schröder va dimitir el 21 març de 2004 a favor de Franz Müntefering, Scholz el va seguir i va deixar el càrrec. També va renunciar a la presidència de l'SPD d'Hamburg.

### Executiu del grup parlamentari i ministre federal
Com a candidat de nou durant les eleccions federals anticipades del 18 de setembre de 2005, va ser fàcilment reelegit ja que va sumar 61.936 vots, el 45,9% dels expressats. A l'obertura de la legislatura el 13 octubre va esdevenir secretari general del grup SPD al Bundestag, que després va entrar en una gran coalició amb els demòcrates cristians d'Angela Merkel, sota la presidència de Peter Struck.
El 21 de novembre de 2007, arran de la dimissió de Franz Müntefering per motius personals, Olaf Scholz va ser nomenat ministre federal de Treball i Afers Socials a l'edat de 49 anys. No obstant això, no va rebre el títol de vice-canceller que tenia el seu predecessor, de fet va ser al ministre d'Afers Estrangers Frank-Walter Steinmeier. Cinc dies després, el diputat federal i exministre de Ciència de la Baixa Saxònia Thomas Oppermann va assumir el càrrec de líder del grup parlamentari.

### Figura de l'oposició a Angela Merkel
A les eleccions del 27 setembre 2009, va mantenir el seu escó per majoria de vots, però amb només 46.522 vots, el 36% dels vots emesos. Va deixar el govern el 27 octubre, Merkel havent format un coalició groc-negre amb els liberals. Immediatament va ocupar un càrrec de vicepresident del grup parlamentari, ara encapçalat per Frank-Walter Steinmeier.
Poc després, amb motiu del 34 Congrés federal de l'SPD, organitzat al novembre a Dresden, és elegit vicepresident federal, sota la direcció del nou president federal Sigmar Gabriel. També assumeix la presidència del partit a Hamburg.

### Primer alcalde d'Hamburg
A causa de la ruptura de la coalició negre-verd liderada pel democratacristià Christoph Ahlhaus a Hamburg el de novembre de 2010, es van convocar eleccions regionals anticipades per 20 de febrer de 2011. Olaf Scholz va ser investit llavors com a líder i cap de llista de l'SPD, gràcies als vots favorables de 335 delegats dels 343 que van participar en la votació al congrés regional extraordinari del 17 de desembre.
El dia de les eleccions, els socialdemòcrates van aconseguir el 48,4% dels vots emesos i 62 diputats de 121 a la Bürgerschaft. Aquestes xifres constitueixen el seu millor resultat des de desembre de 1982. També és la primera vegada des del 2006 que un partit aconsegueix la majoria absoluta d'escons durant unes eleccions parlamentàries autonòmiques.
Com a resultat, el 7 març, Olaf Scholz va ser investit primer alcalde d'Hamburg per 62 vots sobre 118, posant fi a onze anys de poder de la Unió Democràtica Cristiana d'Alemanya (CDU). Immediatament va formar el seu senat de deu membres, entre ells cinc dones i dues personalitats sense partit. Va dimitir quatre dies després del Bundestag.
L'1 de novembre de 2014 va obtenir els vots favorables de 331 delegats sobre 340, el 97,4% de vots emesos al congrés regional. El 21 de gener de 2015 va ser designat Plenipotenciari de la República Federal d'Alemanya encarregat de les relacions culturals franco-alemanyes, funció establerta pel Tractat de l'Elisi de 1963.
Després d'haver guanyat la votació parlamentària amb una majoria relativa de 58 diputats sobre 121, va negociar durant dos mesos amb l'Aliança 90/Els Verds la formació d'una aliança majoritària. El 15 d'abril de 2015, va ser investit per un segon mandat i va formar el seu segon govern, que incloïa tres ecologistes. El juny 2016 va engegar la creació d'un institut francoalemany a Hamburg, transformant l'institut francès Saint-Exupéry.

### Vicerector i Ministre Federal de Finances

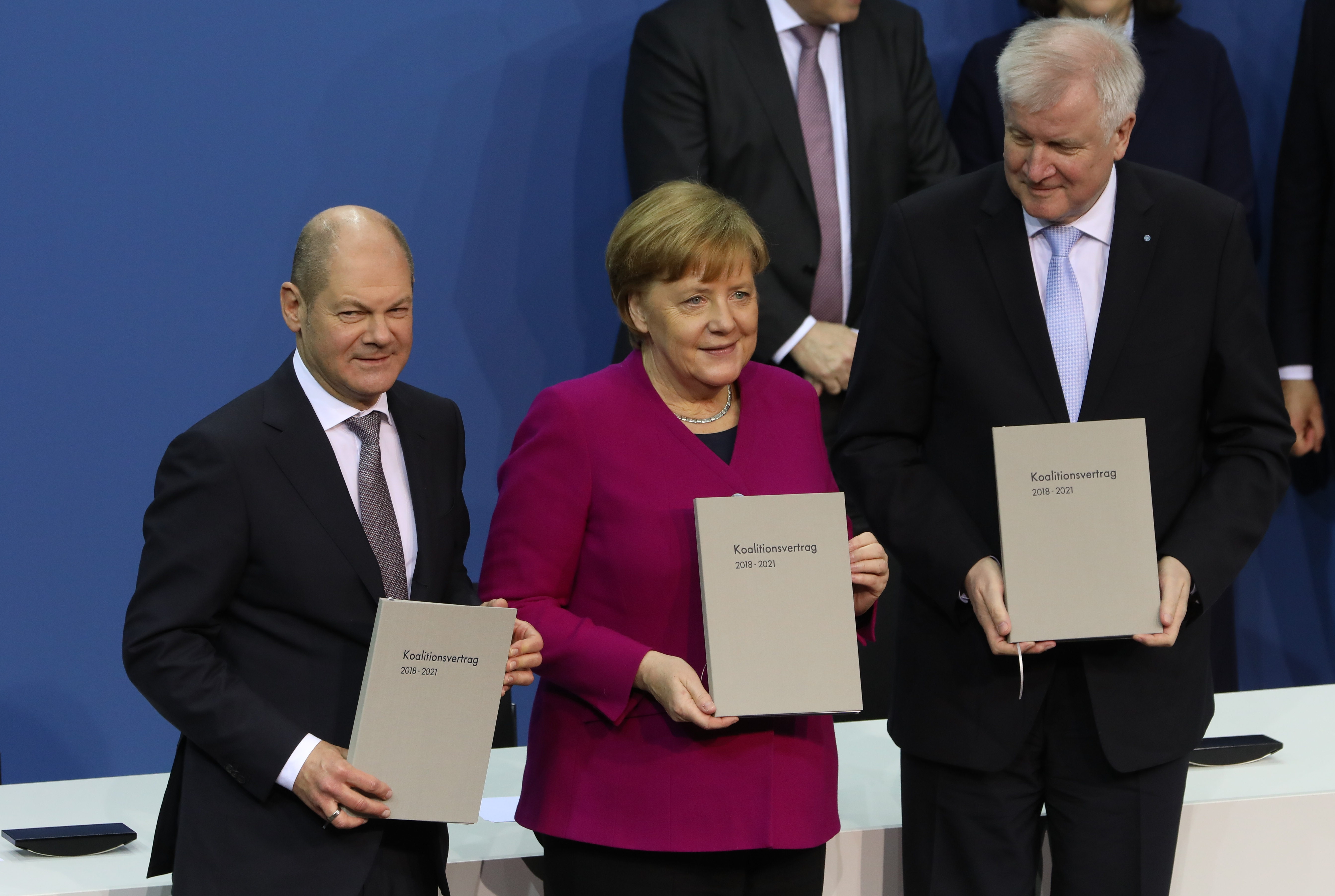
Olaf Scholz amb Angela Merkel i Horst Seehofer.

El 13 febrer 2018, després de la dimissió de Martin Schulz menys d'un any després de la seva elecció, Olaf Scholz va ser nomenat president federal interí del Partit Socialdemòcrata. tercer president interí de l'SPD des de 1949 després de Johannes Rau i Frank-Walter Steinmeier, ha de dirigir el partit fins al congrés extraordinari del 22 abril que ha de consagrar el president del grup parlamentari Andrea Nahles a la direcció de l'SPD. L'accés d'aquesta última a la presidència provisional havia estat rebutjada per diverses federacions, amb el pretext que no era vicepresidenta.
En una reunió del 9 de març, la direcció federal dels socialdemòcrates va designar els sis ministres que els van assignar en el nou govern de gran coalició d'Angela Merkel. Olaf Scholz hereta el càrrec de ministre federal de Finances i el títol de vicerector. És vist com un moderat partidari de continuar l'austeritat pressupostària implementada durant dues legislatures pel demòcrata cristià Wolfgang Schäuble. Com tots els seus col·legues, va prendre possessió cinc dies després. El 22 abril va lliurar la direcció de l'SPD a Andrea Nahles, escollida amb el 66% dels vots.
Andrea Nahles va renunciar a la presidència federal del Partit Socialdemòcrata el 2 juny 2019, després de la derrota registrada durant les eleccions europees. Va ser substituïda temporalment per un col·legi format per Manuela Schwesig, Malu Dreyer i Thorsten Schäfer-Gümbel. Olaf Scholz sol·licita la seva successió, durant un procés que preveu la celebració de 23 debats davant activistes que després hauran de decidir, conjuntament amb Klara Geywitz, antiga membre del Landtag de Brandenburg. A la primera ronda el 26 octubre, va prendre el lideratge amb el 22% dels vots emesos, però va ser derrotat a la segona volta el 30 novembre per la parella formada per Norbert Walter-Borjans i Saskia Esken, que van sumar el 53% dels vots.

### Eleccions federals de 2021
Nou mesos més tard, el 10 d'agost de 2020, Esken va anunciar a través de la xarxa social Twitter que la direcció de l'SPD havia nomenat Olaf Scholz com a candidat a canceller (Kanzlerkandidat) per a les eleccions federals de 2021. En aquell moment, el Partit Socialdemòcrata va recollir el 14% d'intencions de vot, ocupant el tercer lloc de les enquestes darrere de la CDU/CSU i l'Aliança 90/Els Verds i les possibilitats de victòria de Scholz semblen minúscules. No obstant això, es beneficia d'una millora de la seva imatge des de la Pandèmia de COVID-19 que el va veure renunciar al dogma de l'equilibri pressupostari a favor d'una política de recuperació de 130 milions d'euros.

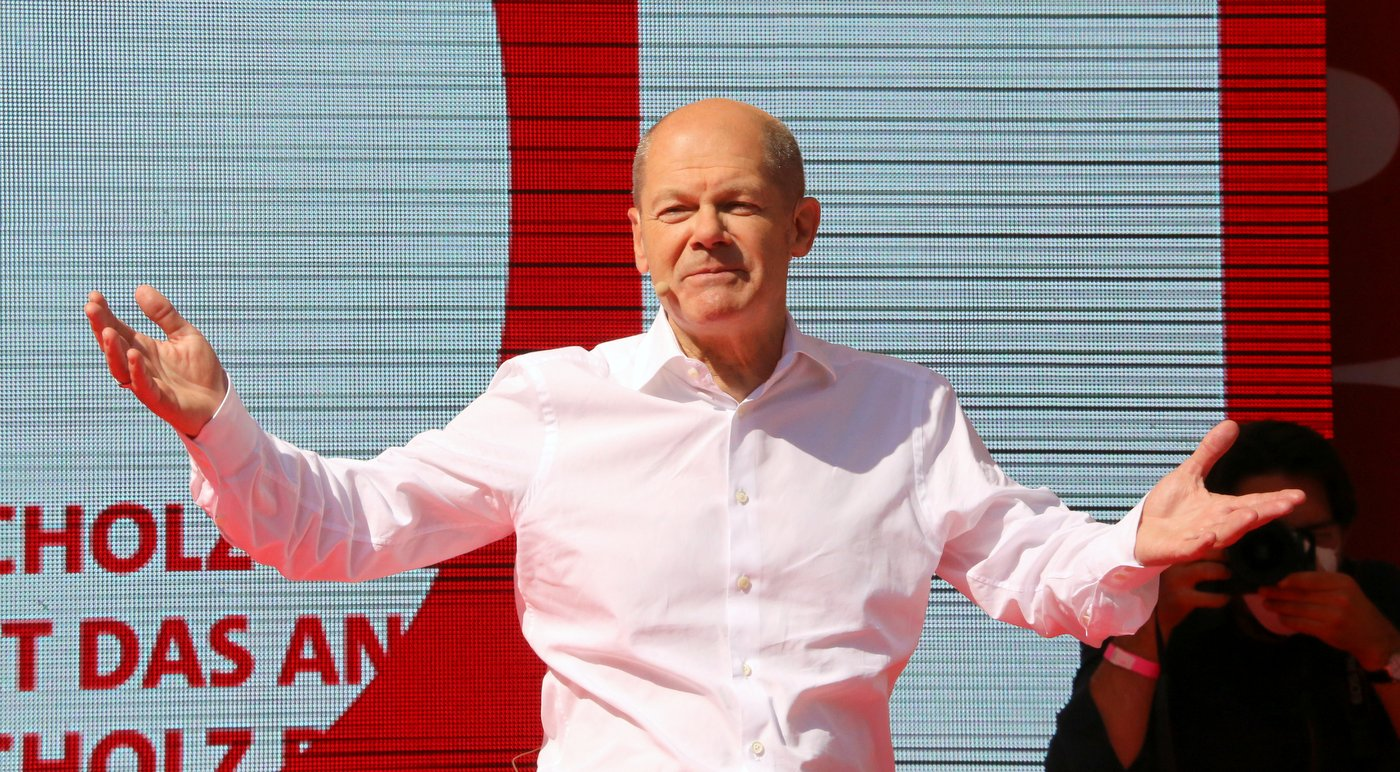
Olaf Scholz fent campanya a Múnic l'agost 2021.

L'agost de 2021, l'SPD va registrar un avenç en les seves intencions de vot que li va permetre retrocedir davant dels Verds, després d'empatar i finalment superar la CDU/CSU a les urnes. Aquesta actuació s'atribueix a la gran popularitat de què gaudeix Olaf Scholz, a qui les enquestes presenten com el canceller favorit dels alemanys. Es considera que és el més indicat per succeir a Angela Merkel per la seva experiència institucional i la seva capacitat per estendre el llegat del canceller sortint, i es beneficia de la seva manca de passos en fals durant la campanya electoral, entre els seus competidors Armin Laschet i Annalena Baerbock.
Al final de la votació, el Partit Socialdemòcrata es va posar al capdavant amb més del 25% dels vots, un augment de cinc punts respecte al 2017, i Olaf Scholz reivindica públicament el paper de lider del proper govern federal mentre que el CDU/CSU, en segon lloc, van aconseguir el seu pitjor resultat des de 1949. Aquest èxit socialdemòcrata es deu a l'estil tranquil·litzador del seu candidat, que va poder mostrar-se com el fidel hereu d'Angela Merkel tot evitant els errors i les polèmiques que van embrutar les campanyes d'Armin Laschet i Annalena Baerbock. Aleshores va dir que estava a favor de la formació d'una coalició de semàfors amb els Verds i el Partit Liberal Democràtic i indica que té com a objectiu assentar-se abans de Nadal a la Cancelleria Federal. El 24 de novembre de 2021, els tres partits van presentar el seu acord de coalició, que garantia l'elecció d'Olaf Scholz com a canceller el mes següent. El contracte de coalició va ser signat formalment per les tres forces polítiques que el van subscriure el 7 desembre següent.
L'acord de coalició signat pel SPD, els Verds i el FDP és essencialment una continuació de l'era Merkel, que preveu una política econòmica liberal, reformes socials moderades i diplomàcia atlantista. En l'àmbit econòmic, el contracte de govern es compromet a augmentar el salari mínim fins als 12 euros bruts per hora i el retorn a l'estricta austeritat pressupostària a partir del 2023 (consagrada a la Constitució, havia estat suspès durant la pandèmia), alhora que rebutja el restabliment del l'impost sobre el patrimoni i les mesures destinades a modificar les lleis Hartz que l'SPD va prometre durant la campanya electoral. Pel que fa a la política exterior, el nou govern té previst ratificar el Tractat sobre la prohibició de les armes nuclears (Tian) adoptat per l'ONU, però també reconeix els mèrits de la participació nuclear d'Alemanya en el desplegament de la força dels Estats Units assumint i emmagatzemant les seves bombes atòmiques en sòl alemany. També es parla d'augmentar la despesa militar, sobretot per equipar l'exèrcit alemany amb drons de combat. En qüestions mediambientals, les darreres centrals nuclears haurian de tancar el 2022 i les centrals de carbó  idealment l'any 2030, sent substituïts per centrals elèctriques de gas i energies renovables.

### Canceller federal
Olaf Scholz va ser elegit Canceller d'Alemanya el 8 desembre 2021 pel Bundestag, rebent 395 vots, mentre que la seva coalició amb el Partit Democràtic Lliure (FDP) i Aliança 90/Els Verds (GRÜNE) va contar amb 416 diputats. Va ser nomenat formalment pel president federal Frank-Walter Steinmeier i després va prestar el jurament del càrrec davant els diputats en les hores següents, succeint així Angela Merkel.
Havent arribat al poder en un context de fortes tensions entre l'Organització del Tractat de l'Atlàntic Nord (OTAN) i Rússia, especialment pel que fa a Ucraïna, ell, com altres dels seus homòlegs europeus, va intentar establir una mediació per resoldre la crisi diplomàtica. El 27 de febrer, després de l'inici de la Invasió russa d'Ucraïna del 2022 el 24 de febrer, va anunciar següent davant el Bundestag, una inversió sense precedents de 100.000 milions d'euros per reforçar la Bundeswehr, portant el pressupost de defensa alemany al 2% del PIB. Posteriorment, es va oposar decididament al lliurament de míssils de creuer alemanys Taurus a Ucraïna.
Partidari de la vacunació obligatòria contra el Covid-19, l'abril de 2022 no va aconseguir que els diputats votessin l'obligació de vacunar-se contra el virus, tot i que el projecte de llei es va buidar parcialment del seu contingut, amb una obligació reservada només als més grans de 60 anys.
El setembre 2022, en el marc de la crisi energètica mundial, va fer un viatge al Golf Pèrsic, per reunir-se amb els líders de l'Aràbia Saudita, els Emirats Àrabs Units i Qatar, amb l'objectiu de diversificar el subministrament de gas a Alemanya, ja molt depenent de Rússia abans de la invasió d'Ucraïna. Va aconseguir tancar un contracte per al lliurament de gas natural liquat només amb les autoritats dels Emirats. Amnistia Internacional critica aquest viatge, més concretament la seva reunió amb Mohammed bin Salman, implicat en l'assassinat de Jamal Khashoggi.
A principis de setembre de 2023, va portar un pegat a l'ull durant una setmana i mitja per cobrir les lesions que va patir durant un accident de córrer.
El novembre de 2023, el Tribunal Constitucional de Karlsruhe va jutjar que el pressupost del govern 2023 no és constitucional. La sentència es veu com un camuflatge mordaç per al govern d'Olaf Scholz. A l'inici de la legislatura, havia utilitzat, a través d'una polèmica maniobra pressupostària, un saldo pressupostari de 60.000 milions d'euros, originalment destinat a la lluita contra la pandèmia de la Covid-19, per alimentar un Fons de transformació i clim. Aquesta maniobra va ser denunciada per l'oposició demòcrata cristiana com un joc de mans pressupostari. Entre gener i finals d'octubre del 2023 s'han gastat 31.200 milions d'euros sense que aquesta suma aparegués al pressupost, tal com ha criticat el Tribunal Constitucional. La decisió del Tribunal Constitucional prohibeix la transferència de 60.000 milions d'euros a aquest fons per al clima i la transformació de l'economia, donant lloc, en particular, a la congelació de nous crèdits de compromís del pressupost de 2023 de tots els ministeris federals. També va tenir la conseqüència d'enfonsar el govern d'Olaf Scholz, ja molt dividit en temes pressupostaris, en una crisi política. La despesa realitzada a partir del fons, que es destinava a finançar subvencions massives i plans de descarbonització, té la seva base legal declarada nul·la. Per al pressupost del 2024, el govern només tindrà tres opcions: augmentar els impostos, reduir la despesa o aixecar l'anomenada regla de fre del deute, consagrat a la Llei Fonamental, que limita el nou endeutament a 0,35% del PIB. Enmig d'un maldecap financer, el govern es veu obligat a ajornar l'aprovació del pressupost 2024.
El gener de 2024, el govern d'Olaf Scholz, objecte d'un registre d'impopularitat, s'enfrontà a una onada de protestes a la Deutsche Bahn així com d'agricultors que paralitzaren el país protestant contra la pujada dels preus del gasoil. Aquestes manifestacions es produïren en un moment en què el país es veu amenaçat per la recessió per les dificultats del sector industrial, llastrat pels costos energètics.
A les eleccions europees de juny de 2024, la coalició governant d'Olaf Scholz experimentà una severa derrota quedant tercera després de la CDU i l'AFD. El Partit Socialdemòcrata registrà el pitjor percentatge de la seva història, amb un 13,9% de vots.
La coalició de govern va col·lapsar el 6 de novembre de 2024 quan Christian Lindner, el ministre de Finances i líder del FDP va ser destituït per Scholz, que va proposar un vot de confiança a mitjans de gener seguit d'unes eleccions anticipades a finals de març amb la intenció de liderar un govern entretant en minoria format pel SPD i els Verds amb l'objectiu d'aprovar projectes de llei clau, inclòs el pressupost del 2025, i finalment va arribar a un acord amb la CDU/CSU per celebrar eleccions anticipades el 23 de febrer de 2025, convocades deprés que el govern perdés una moció de confiança el 16 de desembre.
Segons l'Oficina Federal d'Estadística alemanya, el producte interior brut d'Alemanya va caure un 0,3% el 2023 i un 0,2% en 2024.